# 達萊戴
達萊戴（排灣語：Djalaidjay），是台灣排灣族佳興部落（Puljetji，位於今屏東縣泰武鄉）神話中建立部落的神祇。

## 簡述
達萊戴是一名男神，他和妻子勒麼德（Ljemedj）住在Livulivuwan的家屋中。傳說他是個大力士，擁有創造部落的力量，可以將巨石扛起來移到別處放下，佳平部落（Kaviyangan）和佳興部落都是他建立的，建立過程中佳平部落的族人還為了讓他先蓋自己的部落而欺騙他兒子生病、讓他前往佳平部落的舊址建設；另有說法認為達萊戴是北大武山神賈加勞斯（Tjagarus）的後代，他和兄弟利麼利（Ljimelji，後來前往佳平部落）建立了Patjaljinuk家。

## 軼事
據說達萊代居住的地方有一個地洞可以通往陰間，部落巫師在進行儀式時也會在經文裡提到這件事。